# ジョニー・ブリセーニョ
ジョン・アントニオ・ブリセーニョ（英語: John Antonio Briceño、1960年7月17日 - ）は、ベリーズの政治家。2020年から同国首相を務めている。1998年から2007年まで副首相を務めた。

## 経歴
1960年7月17日、オレンジウォークで生まれた。父のエリジオ・ブリセーニョも政治家であったが、麻薬密輸で逮捕されたことがある。1985年にテキサス大学にて学士号を取得した。若い頃は弟のジェームと共にインターネット会社を設立したこともある。
1993年、オレンジウォーク選挙区の国会議員として選出された。1998年に人民統一党が議会で当選した際はサイド・ムサ政権下で副首相を務めた。2015年の地方選挙で自身の党が敗れた際に、サイド・ムサを批判する録音が公開された。録音は自身の同意なく行ったと主張した。
2020年の議会選挙では統一民主党のパトリック・フェイバーとの一騎打ちとなったが、選挙に勝利し、首相に就任した。2021年7月にはベリーズ総督の任期7年が法案で可決された。彼は法案の議論で同国はいずれ、君主制から共和制ヘ移行する必要があると語った。